# NK Borac Kneževi Vinogradi
Nogometni klub Borac Kneževi Vinogradi hrvatski je nogometni klub iz Kneževih Vinograda. Trenutačno se natječe u 3. NL – Istok.

## Vanjske poveznice
- O klubu na stranicama općine Kneževi Vinogradi
- Profil, HNS Semafor